# Roland Ramoser
Roland Ramoser soprannominato Rolly (Bolzano, 3 settembre 1972) è un ex hockeista su ghiaccio italiano, di ruolo attaccante.

## Carriera

### Club
Nato a Bolzano, cresce però a Renon, dove fa le giovanili. A 17 anni faceva già parte della nazionale juniores che partecipò agli europei di categoria di gruppo B nel 1989 e nel 1990.
Ramoser andò poi a fare esperienza in America: nel 1990-91 in QMJHL, l'anno successivo in WHL. Nel 1992, dopo aver partecipato ai mondiali giovanili di gruppo C (dove fu eletto miglior attaccante del torneo), Ramoser tornò in Italia: firmò un contratto con l'Hockey Club Devils Milano, con cui rimase per due stagioni, vincendo i suoi primi due scudetti: stagioni 1992-93 e 1993-94.
Nel 1994 scelse poi di tornare in Alto Adige, dove si accasò per la prima volta all'HC Bolzano.
Nella sua prima stagione coi biancorossi vinse il suo terzo scudetto e il Torneo 6 nazioni.
La prima esperienza nel capoluogo terminò col termine della stagione, e Ramoser passò ai gardenesi dell'HC Gardena, con cui disputa l'Alpenliga e il campionato 1995-96. Anche qui rimase solo una stagione: nell'estate del 1996 si trasferì in Germania e nella DEL giocò per 4 stagioni.
La sua prima squadra furono i Nürnberg Ice Tigers EHC, che chiusero la stagione al penultimo posto. A livello personale però Ramoser seppe mettersi in luce, tanto da esser messo sotto contratto dai Kassel Huskies, che si erano qualificati per la EHL (la competizione europea che proprio a partire da quella stagione aveva sostituito la Coppa dei Campioni).
A Kassel rimase una stagione e mezza (durante la quale partecipò ai XVIII Giochi olimpici invernali). Tornò poi a Norimberga a metà stagione 1998-99: con gli Ice Tigers conquistò la finale, persa contro gli Adler Mannheim. La stagione successiva non fu altrettanto trionfale, e la squadra dovette accontentarsi del decimo posto.
Dopo quattro stagioni in Germania, nella stagione 2000-2001 Ramoser tornò a casa: firmò infatti un contratto con l'SV Renon. Al termine della stagione risulterà il miglior marcatore, con 85 punti (39+46). Andò vicino alla riconferma nella stagione successiva, quando si fermò a soli due punti da Tony Iob (76 contro 78).
Fu poi la volta del ritorno a Bolzano, nella stagione 2002-03. Coi biancorossi si aggiudica la Coppa Italia del 2003 (replicata poi nel 2006-07 e nel 2008-09) e la successiva Supercoppa italiana (replicata nel 2007 e nel 2008).
Dalla stagione 2005-06 è stato il capitano dell'HC Bolzano, e con la "C" sul petto ha contribuito alla vittoria del diciassettesimo e diciottesimo scudetto della società (rispettivamente quarto e quinto personali) nelle stagioni 2007-08 e 2008-09. Al termine della stagione 2009-10 ha fatto ritorno allo Sportverein Ritten-Renon, con cui ha vinto la quarta Supercoppa Italiana personale. Si è ritirato al termine di quella stagione.

### Nazionale
Nel 1992 raggiunse la Nazionale (esordio il 3 novembre contro una selezione canadese). Nel 1994 venne selezionato per i XVII Giochi olimpici invernali durante le quali mise a segno il suo primo gol azzurro, nella vittoria 6-3 contro i padroni di casa della Norvegia. Venne selezionato poi anche per i mondiali giocati in Italia, cui seguiranno quasi tutte le successive edizioni (unica eccezione il 2006, quando saltò l'impegno per infortunio).
Nell'aprile 2020 è stato selezionato dalla federazione internazionale nella ideale miglior nazionale italiana di tutti i tempi assieme a Mike Rosati, Robert Oberrauch, Armin Helfer, Lucio Topatigh e Mario Chitarroni.

## Palmarès

### Club
- Campionato italiano: 5

Devils Milano: 1992-1993, 1993-1994
Bolzano: 1994-1995, 2007-2008, 2008-2009
- Coppa Italia: 3

Bolzano: 2003-2004, 2006-2007, 2008-2009
- Supercoppa italiana: 4

Bolzano: 2003, 2007, 2008
Renon: 2010
- Torneo Sei Nazioni: 1

Bolzano: 1994-1995

### Nazionale
- Campionato mondiale di hockey su ghiaccio - Prima Divisione: 2

Paesi Bassi 2005, Polonia 2009

### Individuale
- Capocannoniere della Serie A: 1

2001-2002 (69 punti)
- Capocannoniere del Campionato mondiale di hockey su ghiaccio - Prima Divisione: 1

Polonia 2009 (8 punti)